# Werner Heuser

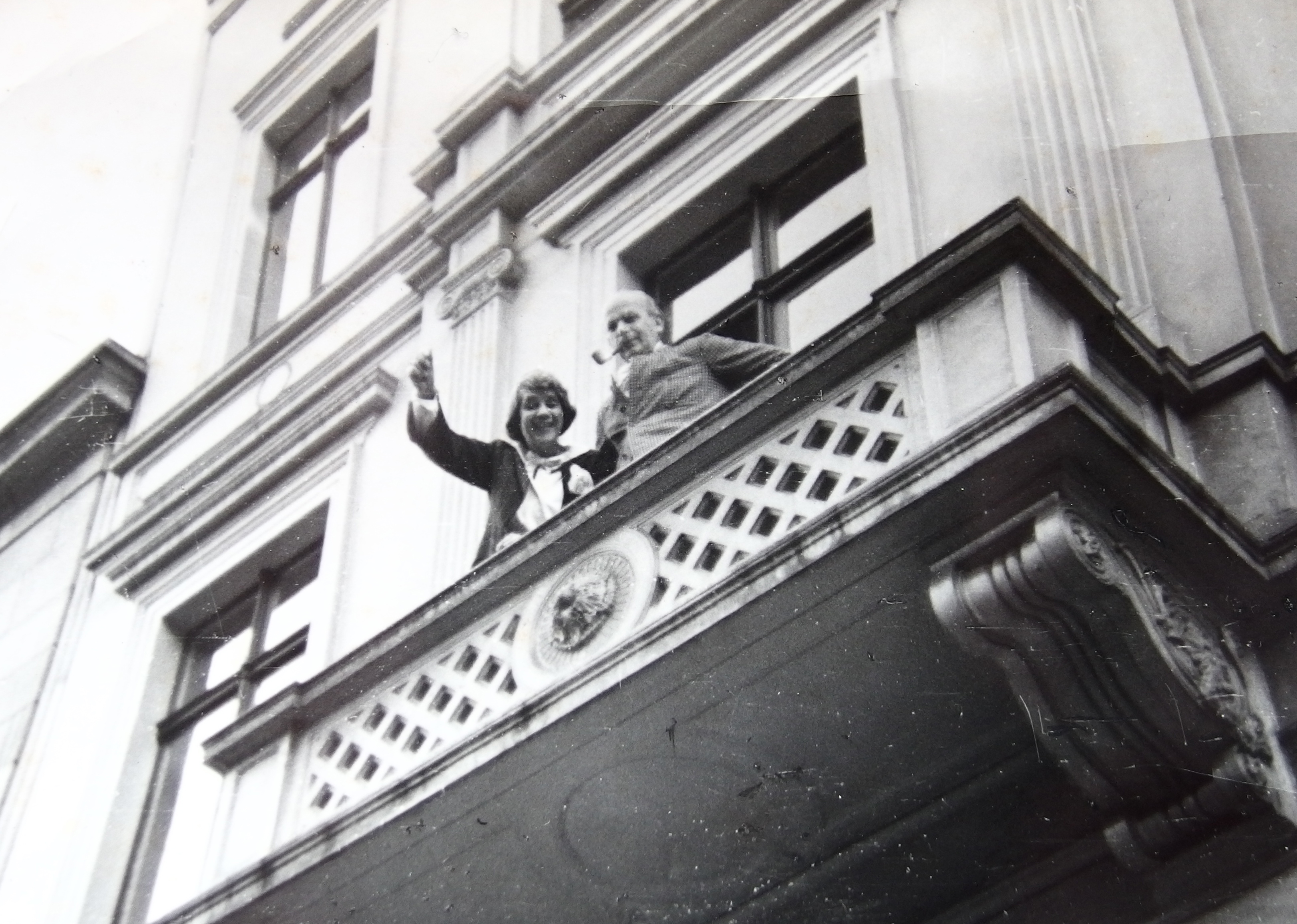
Werner y Mira (1938), saludando desde la casa de Sohn-Rethel en Goltsteinstraße 23 en Düsseldorf

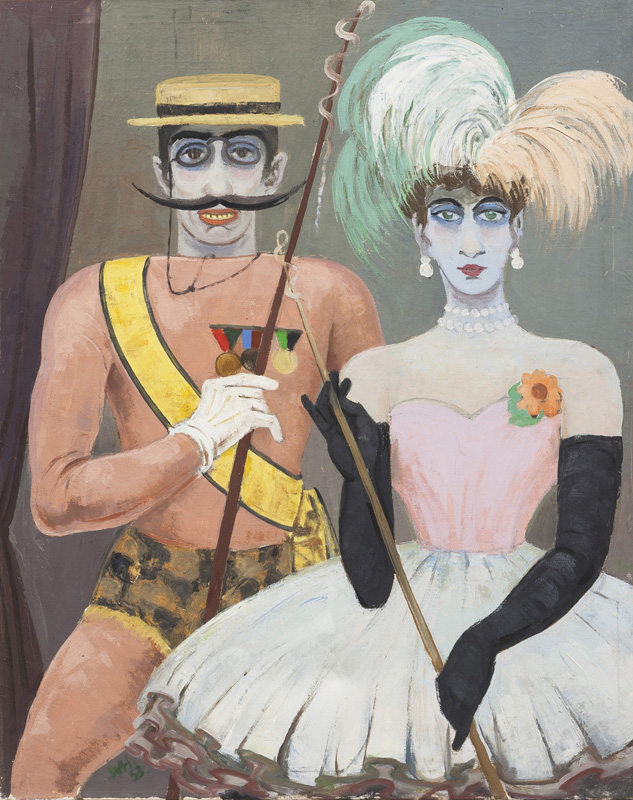
"Carnaval" (1953)

Werner Heuser (1880-1964) fue un pintor, grabador, dibujante y profesor alemán.  Había sido profesor de arte en la Kunstakademie Düsseldorf (Academia de Arte de Düsseldorf) desde 1926 hasta 1937, y los nacionalsocialistas lo destituyeron de su cargo por ser un "artista degenerado". Tras la Segunda Guerra Mundial, reconstruyó la academia, de la que fue director entre 1946 y 1949.

## Primeros años y educación
Werner Heuser nació el 11 de noviembre de 1880 en Gummersbach (Alemania), hijo de Eugenie Hoestermann y Franz Eugen Heuser.Su padre era editor del periódico New Braunfels Herald-Zeitung.Cuando Heuser tenía un año, su padre huyó con la mujer de su vecino, emigró a New Braunfels, Texas, y cambió su nombre por el de Eugen Kailer. Por problemas familiares, Werner Heuser fue enviado a vivir con su familia paterna a Bonn (Alemania). Cursó estudios secundarios en Bonn y Siegburg.
Estudió en la Kunstgewerbeschule (Escuela de Artes Aplicadas) de Dresde y en la Kunstakademie Düsseldorf (Academia de Arte de Düsseldorf) con Peter Janssen, Adolf Maennchen y Eduard Gerhardt .
El 11 de octubre de 1907 se casó en Düsseldorf con Mira Sohn-Rethel, hija del pintor Karl Rudolf Sohn.Juntos tuvieron dos hijos, Klaus Heuser y Ursula Benser (de soltera Heuser). Hacia 1907, Werner Heuser viajó a Roma y se reunió con sus cuñados Karli Sohn-Rethel y Otto Sohn-Rethel, y con los artistas Karl Hofer, Hermann Haller y Maurice Sterne.

## Carrera profesional
En 1919, Heuser fue uno de los primeros miembros del grupo de artistas de la Joven Renania (Das Junge Rheinland), junto con Heinrich Nauen, Adolf Uzarski, Arthur Kaufmann, Carlo Mense, Walter Ophey y el arquitecto Wilhelm Kreis . 
En 1926 fue nombrado profesor de dibujo y composición en la Academia de Arte de Düsseldorf. Algunos de sus alumnos fueron  Herbert Zangs,  Else Harney,  Georg Meistermann,  Caspar Walter Rauh,  entre otros.

### ExposiciónEntartete Kunst
Entre 1927 y 1937, Alemania experimentó un aumento del poder del Partido Nazi.En 1927 se formó la Sociedad Nacionalsocialista para la Cultura Alemana, con el fin de detener la "corrupción del arte" e informar a la gente sobre la relación entre raza y arte a través de teorías racistas pseudocientíficas .  A partir de 1933, el grupo tachó las obras de arte y los artistas modernos de "judíos", "degenerados" y "bolcheviques". 
En 1937, los funcionarios nazis purgaron los museos alemanes y retiraron el arte que consideraban degenerado y formaron una exposición especial de la obra llamada Entartete Kunst .  Entartete Kunst presentó 650 obras de arte, viajó por toda Alemania y fue popular entre los espectadores.  Heuser fue uno de los artistas de la exposición y fue tachado de "degenerado". Ese mismo año, 1937, no se prorrogó el contrato de Heuser como profesor.

### Segunda Guerra Mundial y posguerra
Durante la Segunda Guerra Mundial permaneció inicialmente en Sanary-sur-Mer, seguida de una estancia en Allgäu y Breisgau. En 1943, la casa de Sohn-Rethel en Goltsteinstraße 23 en Düsseldorf, donde vivía y trabajaba, fue incendiada y destruyó su obra de arte y su colección de arte. En 1945 siguió a su familia hasta Bollschweil . Tras el fin del gobierno nacionalsocialista, regresó a Düsseldorf y el 1 de noviembre de 1945 reanudó la docencia.
Fue nombrado director de la Academia de Arte de Düsseldorf el 7 de enero de 1946 y el 31 de enero de 1946 la escuela fue reconstruida y reabierta. 

## Muerte y legado
Werner Heuser murió de insuficiencia cardíaca en Düsseldorf el 11 de junio de 1964 y está enterrado en el cementerio Nordfriedhof de Düsseldorf.
Su hija Ursula Benser (1915-2001) era pintora y estaba casada con el fotógrafo Walther Benser .
Su obra está incluida en varias colecciones, incluida la Biblioteca del Congreso . 

## Exposiciones
- 1912 – Internationale Kunstausstellung des Sonderbundes Westdeutscher Kunstfreunde und Künstler (Exposición internacional de arte de los artistas y amantes del arte de Alemania Occidental Sonderbund ), Colonia, Alemania [14]
- 1941 – Große Deutsche Kunstausstellung (Gran Exposición de Arte Alemán), Múnich, Alemania [15]